# Die Judith von Shimoda
Die Judith von Shimoda ist ein Schauspiel, das 2006 erstmals in deutschsprachiger Fassung in Buchform veröffentlicht wurde und Bertolt Brecht zugeschrieben wird (auf dem Cover der Buchausgabe erscheint nur der Name „Bertolt Brecht“).

## Entstehungs- und Aufführungsgeschichte
1929 veröffentlichte der japanische Dramatiker und Romancier Yūzō Yamamoto (1887–1974) das Stück Nyonin Aishi, Tōjin Okichi Monogatari. Der Text wurde von Glenn W. Shaw ins Englische übersetzt (Titel: The Sad Tale of a Woman, the story of Chink Okichi).
1940 bekam Bertolt Brecht das Stück in seine Hände, als er während seines finnischen Exils drei Monate auf dem Landgut der finnischen Schriftstellerin Hella Wuolijoki verbrachte. Dort arbeitete seine Mitarbeiterin Margarete Steffin an der deutschen Übersetzung der Judith von Shimoda. Danach bearbeitete Brecht zusammen mit Wuolijoki das Stück, damit es auf den europäischen Bühnen aufgeführt werden konnte.
In Brechts Nachlass wurden fünf fertiggestellte und von Brecht autorisierte (von elf geplanten) Szenen gefunden. Nach dem Tod Hella Wuolijokis fand Hans Peter Neureuter, Professor für Neuere deutsche Literaturwissenschaft an der Universität Regensburg, der 1988 eine Habilitationsschrift über das Thema „Brecht in Finnland“ verfasst hatte, in ihrem Nachlass eine finnische Übersetzung der fehlenden Szenen. Er übersetzte sie ins Deutsche, ergänzte den Brecht-Text um diese Szenen und stellte so eine für die Aufführung auf europäischen Bühnen geeignete Fassung zusammen, die 2006 im Suhrkamp Verlag veröffentlicht wurde.
Yamamotos Stück sollte auf Empfehlung von Hagar Olsson nach 1937 in Finnland aufgeführt werden. Dazu kam es aber nicht mehr. Die von Brecht hinterlassene Fassung wurde am 20. Dezember 1997 vom Berliner Ensemble uraufgeführt. Neureuters Bearbeitung wurde erstmals am 11. September 2008 im Theater in der Josefstadt in Wien aufgeführt. Kurz darauf, am 20. September 2008, erfolgte die deutsche Erstaufführung der Neureuter-Bearbeitung im Städtischen Theater Osnabrück. Die erste englischsprachige Inszenierung der Neureuter’schen Fassung (in der Übersetzung Markus Wessendorfs) feierte am 30. April 2010 am Kennedy Theatre der University of Hawaii (Honolulu) unter der Regie von Paul Mitri Premiere.

## Inhalt
Das Drama Die Judith von Shimoda ist in eine Binnenhandlung und in eine Rahmenhandlung aufgeteilt.
In der Rahmenhandlung diskutieren die Schauspieler über den Umgang der Politik mit dem Patriotismus und lästig gewordenen Helden. Der japanische Politiker Akimura lässt für seine westlichen Besucher die ersten Szenen eines Stückes über die historische Heldentat der Geisha Okichi aufführen. Doch die Gäste geben sich nicht mit der Erklärung zufrieden, die Heldin habe einfach ihre Tat vollbracht und sei danach wieder in der Masse verschwunden. Szene für Szene fordern sie, dass die Handlung fortgesetzt und die Wahrheit über Okichis gesamtes Schicksal gezeigt wird:
In der Binnenhandlung wird gezeigt, dass die USA Mitte des 19. Jahrhunderts versuchen, Japan den Freihandel aufzuzwingen (Öffnung Japans). Weil das Gesetz Kontakte der Bevölkerung mit Ausländern verbietet, hat der amerikanische Konsul Schwierigkeiten, Dienstpersonal zu rekrutieren. Da ihm die japanischen Behörden dabei nicht behilflich sind und auch kein Vertrag mit dem Kaiser zustande kommt, droht er mit dem Angriff auf Japan durch Kriegsschiffe. Daraufhin verpflichtet die Verwaltung von Shimoda die Geisha Okichi, dem Konsul „zu Diensten“ zu sein. In der entscheidenden Nacht vor dem Angriff rettet Okichi ihre Heimatstadt, indem sie dem kranken Konsul Milch verschafft und ihn dadurch so beschwichtigt, dass er die schon beschlossene Beschießung aufgibt. Obwohl Okichi Shimoda gerettet hat, wird sie vom Staat fallen gelassen, da das japanische Gesetz verbietet, Kuhmilch zu melken und zu trinken. Die Verachtung ihrer Landsleute gegen eine „Ausländerhure“ lässt sie zum Alkohol greifen, ihre Ehe geht in die Brüche und sie verarmt zusehends. Jahre später ist aus ihrer Tat ein Mythos geworden: Ein Straßensänger lobt eine reine, heldenhafte Okichi, die es so nie gab. Okichis Tod wird nicht gezeigt, erscheint aber als logische Konsequenz ihres Niedergangs, nachdem sie (wie Jeanne d’Arc) von ihren Landsleuten „verbrannt worden ist“ (so interpretiert sie selbst ihr Leben).

## Historischer Kontext

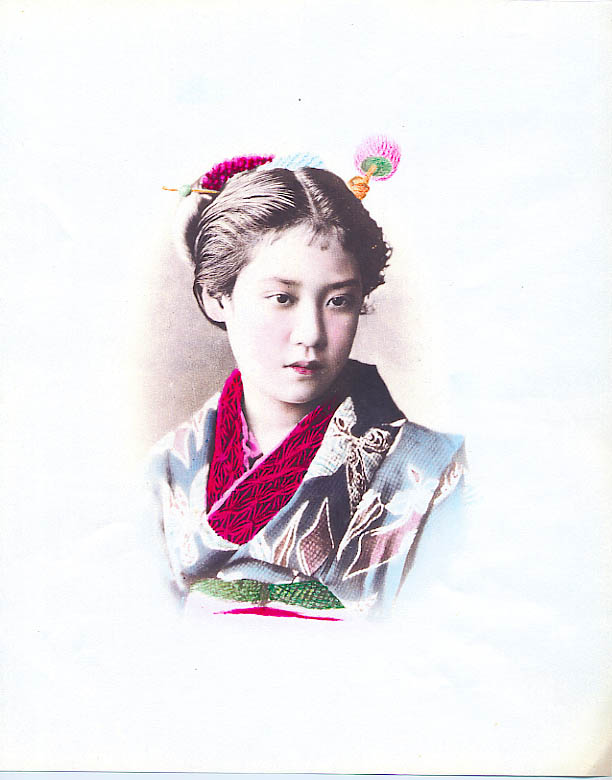
Okichi Saito

1854 schloss der US-amerikanische Commodore Matthew Calbraith Perry mit Japan den Vertrag von Kanagawa, durch den das zuvor autarke Land für den Handel mit den USA geöffnet werden sollte. Im Zuge dieses Vertrags wurde Townsend Harris der erste Konsul der USA in Japan. Er ging am 23. August 1856 an Land und übte sein Amt vom umgebauten buddhistischen Tempel Gyokusenji in Shimoda aus. Dort lebte er bis 1857.
Die Verhandlungen Townsends mit den Japanern zogen sich hin. In sein Tagebuch schrieb der Konsul am 8. Januar 1857: „Sie [die Japaner] sind die größten Lügner auf Erden.“ Die Auseinandersetzungen bewirkten ein chronisches Magenleiden, bei dem es zu blutigem Erbrechen kam (Tagebuch-Notiz vom 15. März 1857).
In dieser Situation ließ der Japan Times zufolge Townsend über seinen Sekretär und Dolmetscher Harry Heusken von den Japanern eine Krankenschwester anfordern. Diesen Wunsch hätten demzufolge die japanischen Behörden missverstanden, die gemeint hätten, Townsend erwarte umfassendere Dienstleistungen. Als frommer Mann habe aber Harris keinerlei Interesse an einer intimen Beziehung gehabt.
Diese Sichtweise bewertet Urs Schoettli als „Meinung konservativer Japaner“. Tatsächlich sei Okichi wohl eher Harris’ „Gespielin“ gewesen. Dass Harris und Okichi eine intime Beziehung miteinander gehabt hätten, meint auch Robert Schroeder von „Time“.
Einer weiteren Darstellung nach erblickte Harris Okichi Saito, die hier als junge Wäscherin und Geisha bezeichnet wird, als diese ein Badehaus verließ und auf dem Heimweg war. Demnach machte er sein Interesse an Okichi bei den japanischen Behörden bekannt.
Okichi Saito (bürgerlich: Saitō Kichi, 斎藤きち, Künstlername: Tōjin Okichi, 唐人お吉) wurde 1841 in Shimoda als Tochter eines Schiffbauers geboren. Sie sei, so Schoettli, nach dem Willen ihrer Eltern wegen ihrer außerordentlichen Schönheit für das Leben einer Geisha vorgesehen gewesen, habe aber heiraten wollen. Die Quellen berichten übereinstimmend, dass Okichi von den Behörden aufgefordert wurde, sich um Townsend Harris zu kümmern und ihn zu besänftigen. Ihr war klar, dass sie für ihren Dienst den Preis würde zahlen müssen, als unrein zu gelten; wer einmal von einem Fremden berührt wurde, wurde im damaligen Japan von der Gesellschaft ausgeschlossen.
Okichi verbrachte einige Monate mit Harris, bis sie einen Hautausschlag bekam und er sie fortschickte. Ihre Heilung war erst abgeschlossen, als Harris bereits abgereist war. Okichi blieb – wie zu erwarten war – verstoßen. Sie wurde fortan „Tojin Okichi“ („Barbaren-Okichi“) genannt.
Okichi wurde Alkoholikerin. Sie lebte für einige Zeit in Kyōto und Mishima, bis sie nach Shimoda zurückkehrte. Sie führte dort ein Restaurant namens Anchokuro, das aber in Konkurs ging. Okichi wurde zur Bettlerin und beging 1892 im Alter von 51 Jahren Selbstmord, indem sie sich ertränkte.
Okichi wird in Japan als Heldin verehrt. Im Hofukuji-Tempel in Shimoda befindet sich ihr Grab. Dort werden regelmäßig Gedenkfeiern abgehalten. Auch Okichis Restaurant ist noch erhalten und wird heute weiterhin betrieben. Im ersten Stock des Hauses befindet sich ein Museum, das Okichi gewidmet ist.

## Interpretationen

### Der „Judith“-Komplex
Der Titel Die Judith von Shimoda verweist auf eine Geschichte im Alten Testament im Buch Judit (entstanden um 150 v. Chr.): Die schöne und gottesfürchtige Witwe Judith geht während der Zeit des Babylonischen Exils der Juden unbewaffnet in das Heerlager des nebukadnezaischen Generals Holofernes und enthauptet ihn mit dessen Schwert. Judith übernimmt indirekt die Rolle des Mose und rettet das Volk Israel.
Durch die Titelwahl, die nicht durch seine Vorlagen vorgegeben ist, zeigt Brecht, dass er Okichi für eine „Judith“ und Harris für einen „Holofernes“ hält. In seiner Rezension des Dramas stellt Kai Köhler fest, Brecht habe in seinem Stück alttestamentliche Härte durch fernöstliche Milde ersetzt, indem seiner „Judith“ jede Aggressivität gegen den Herrscher fehle.
Bereits als Schüler hatte Brecht einen Einakter mit dem Titel Die Bibel geschrieben, in dem das von außen geforderte Opfer der Jungfräulichkeit Judiths im Vordergrund stand. Bereits hier sei der „alttestamentarische Aktionismus“ in eine „Passionsgeschichte“ umgedeutet worden. Brechts Bild der Judith ist stark durch Friedrich Hebbels Tragödie Judith (1840) beeinflusst. Die Aussage: „Er hat mich durch keine Sünde befleckt oder geschändet“ in Jud 13,17  wurde bereits von Hebbel als unglaubwürdig bewertet.
Immer wieder stehen in Brecht-Dramen Frauengestalten im Vordergrund, die sich für die Gemeinschaft aufopfern. Am ehesten, so Neureuter, sei Okichi mit der Figur Kathrin in Mutter Courage und ihre Kinder vergleichbar: „Okichi geht zuletzt aus Überzeugung, zwar gedrängt, aber freiwillig, zwar angstvoll, aber selbstlos.“
Brechts Titelwahl wurde kritisiert: „Sein Vergleich hinkt gleich an mehreren Stellen. Die Hebräerin schlägt im Gegensatz zu Okichi selbst vor, in das Lager des Nebukadnezar-Generals Holofernes zu gehen, um dem Belagerer den Kopf abzuschlagen. Außerdem wird sie von ihrem Volk für die Tat lebenslang verehrt, viele hätten sie gern zur Frau gehabt. Während Judith bei den Feinden die Gesetze der Tora einhält, verstößt Okichi gegen die japanischen, weil sie dem Konsul die damals streng verbotene Kuhmilch besorgt. Zwar wird sie in Gesängen als Heldin verehrt, in der Realität aber als Ausländerhure verspottet.“

### Brechts Verhältnis zum Patriotismus
Kai Köhler bewertet Brechts Drama als ein „Lehrstück von allgemeiner Geltung über den Patriotismus und seine Folgen. Gerade die Folgen – besonders für die Patriotin – interessieren hier mehr als die Tat selbst. Fast zwei Drittel des Stücks beschreiben die Nachgeschichte“: „Es muß ähnlich sein, als ob ich selber einen Wilhelm Tell schriebe und den Tell noch 20 Jahre nach dem Geßlermord weiterleben ließe“, habe Brecht in sein Journal notiert. In einem Zwischenspiel lässt Brecht die Äußerung fallen, Patriotismus sei „kein Geschäft – für die Patrioten. Er ist ein Geschäft für andere Leute.“
Unter dem Eindruck des Zweiten Weltkriegs stellte sich Brecht immer wieder Fragen zum Thema „Widerstand“: „Lohnt es sich, Widerstand gegen die Besatzer zu leisten? Welche Ansprüche hat die Gesellschaft an den Einzelnen zu stellen? Was geschieht mit dem Helden nach der Heldentat?“. Laut Jürgen Hillesheim handelt es sich hierbei keineswegs um rhetorische Fragen: Brechts Werke seien „works in progress“, die sich mit der Zeit veränderten.
Patriotismus kann, nach Brechts Interpretation, keine wahre Liebe sein. Er ist ein Propagandatrick, der freie Menschen an einen selbstsüchtigen Staat namens Vaterland bindet. Am Ende lauscht die greise Geisha – verarmt, vereinsamt und vom Alkohol zerrüttet – der Verklärung ihrer Tat durch die Straßensänger, ihr Einspruch wird vom ideologisch verblendeten Volk niedergezischt.

## Dramenkonzeption
Bereits Brechts Vorlage umfasst nach eigenen Angaben einen Zeitraum von zwanzig Jahren, von 1856 bis 1876. Dadurch erhält das Stück als eine Art „Stationendrama“ (gezeigt werden die Stationen des sozialen und menschlichen Abstiegs Okichis) von vornherein epische Züge.
In der Zusammenarbeit mit Hella Wuolijoki war die Frage, wie weit die naturalistischen und „aristotelischen“ Elemente der Vorlage erhalten bleiben sollten, ein ständiges Streitthema. Auffällig ist, dass die von Brecht nicht bearbeiteten Szenen 6 bis 9 den Zuschauer stärker als bei Brecht-Stücken üblich zu einer Identifikation mit der „armen Okichi“ und zu Mitleidsregungen animieren. In der von Brecht bearbeiteten Szene 10 verzichtete der Autor darauf, einen im „aristotelischen“ Sinne hoch wirksamen Effekt der Vorlage einzusetzen, nämlich das Bekenntnis der alt gewordenen Protagonistin, dass sie Okichi sei.
Auch Elemente des für Brecht typischen epischen Theaters lassen sich in dem Stück finden: Die gesamte Rahmenhandlung stellt eine Metaebene dar, auf der das in Binnenhandlung Gespielte reflektiert wird. Dabei wird Brechts Lehre (seine Kritik am Patriotismus) deutlich.
Wie auch in anderen Stücken Bertolt Brechts haben in der Judith von Shimoda die Songs die Funktion, die Handlung zu unterbrechen und ein Element der Reflexion einzubringen.
In Szene 10 lässt sich ein doppelter Verfremdungseffekt finden: Einerseits wird der Okichi-Mythos, der sich inzwischen gebildet hat, durch ein extrem kitschiges Lied („O Schrecken! O blutige Schlacht! / Aus dem Haus am Fluss tritt strahlend Okichi.“) lächerlich gemacht. Andererseits wird er durch Okichis lakonischen Hinweis auf die Realität („Das Bett ist aufgeschlagen. / Der Ausländer wartet. / Hier hast du Saké, Okichi. Der Kaiser will es.“) als Mythos entlarvt.